# Dragon 32/64
Dragon 32 и Dragon 64 — домашние компьютеры, которые выпускались в 1980-х. Dragon 32/64 похожи на TRS-80 Color Computer (CoCo), цифры в названии отражают объём оперативной памяти — 32 и 64 килобайта. Машины выпускались в Европе компанией Dragon Data Ltd. NTSC-версия продавалась на американском рынке компанией Tano из Нового Орлеана. Также известно о продажах моделей Dragon 200/200E в Испании компанией Eurohard SA.

## История продукта
В начале 1980-х британский рынок рынок домашних компьютеров расширялся взрывообразно, новые модели компьютеров появлялись почти каждый месяц. Dragon Data вышла на этот рынок в августе 1982 года с компьютером Dragon 32, через год вышел Dragon 64.
Сначала Dragon продавался довольно неплохо и привлекал интерес независимых разработчиков. Через некоторое время также начал выходить журнал «Dragon User».
Но на рынке домашних компьютеров драйвером являются компьютерные игры, и в этом Dragon 32/64 проигрывал конкурентам из-за более слабых графических возможностей.
Журнал BYTE в январе 1983 года писал, что Dragon 32 «предлагает за те же деньги больше возможностей, чем большинство его [британских] конкурентов», и что «это вполне адекватная машина, но в этом нет ничего исключительного». Обзор описывал Dragon 32 как редизайн TRS-80 Color Computer с 32 КБ памяти и с лучшей клавиатурой.
Dragon не предоставлял простого способа изображения строчных букв. Некоторые программы их синтезировали используя возможности создания пользовательских символов, но обычно программы использовали только заглавные буквы. Это ограничение закрыло для машины возможность выхода на растущий рынок образовательных компьютеров.
В итоге, Dragon 32/64 не достиг коммерческого успеха, и компания Dragon Data свернула деятельность в июне 1984 года; к тому времени было продано около 200 000 машин.

## Технические характеристики
- Процессор: Motorola MC6809E на частоте 0,89 МГц
- Видеоконтроллер: Motorola 6847 с поддержкой текстового режима 32x16 символов, псевдографических режимов и графических режимов с разрешением до 256x192 пикселей[3]
- Оперативная память: 32 КБ (с возможностью расширения до 64 КБ) либо 64 КБ
- ПЗУ: 16 КБ — Microsoft BASIC
  - Выход на телевизор и выход на монитор
  - Интерфейс магнитофона
  - Два порта джойстика
  - Разъём картриджа
  - Порт принтера
  - Последовательный порт RS-232 (только Dragon 64)